# Pamiętnik (film)
Pamiętnik (ang. The Notebook) – amerykański melodramat z 2004 roku w reżyserii Nicka Cassavetesa, na podstawie scenariusza Jana Sardiego, oparty na powieści Nicholasa Sparksa o tym samym tytule.

## Opis fabuły
Cierpiąca na demencję  Allie mieszka w domu opieki społecznej. Nie pamięta wydarzeń z przeszłości, nie rozpoznaje nawet członków rodziny. Jej mąż Noah nie rezygnuje jednak z walki o żonę i stara się pomóc jej odzyskać utracone wspomnienia.
W końcu decyduje się on każdego dnia czytać jej na głos historię miłości dwóch młodych serc. Nie zdaje sobie ona jednak sprawy z tego, że jest to ich własna historia.
Młodziutka Allie, bogata dziewczyna z miasta, poznaje podczas wakacji spędzanych w Seabrook (Karolina Północna) niezamożnego i nieokrzesanego chłopca z prowincji Noaha. Nastolatkowie zakochują się w sobie. Jednak rodzice Allie z niepokojem przypatrują się ich związkowi. Kiedy zauważają, że dla Allie to uczucie jest czymś więcej niż tylko letnim romansem, niezwłocznie zabierają ją z powrotem do miasta. Każdego dnia przez cały rok Noah pisze do ukochanej romantyczne listy, lecz Allie nie otrzymuje żadnego z nich, gdyż zatrzymuje je jej matka. Po upływie roku Noah zaciąga się do wojska i walczy po stronie Ameryki w drugiej wojnie światowej. Wróciwszy, remontuje dom, w którym podczas pamiętnego lata przeżyli swój pierwszy raz. Noah wciąż ją kocha i mimo związków z innymi kobietami nie potrafi o niej zapomnieć.
W tym samym czasie Allie poznaje Lona Hammonda, żołnierza pochodzącego tak jak ona z bogatego domu, i pod naciskiem jego i rodziny zaręcza się z nim. Pomimo wszystkich obietnic i bogactwa nie jest naprawdę szczęśliwa. Gdy widzi w gazecie zdjęcie Noaha stojącego przed samodzielnie zbudowanym domem, który chce wystawić na sprzedaż, głęboko skrywana tęsknota kieruje ją z powrotem do Seabrook. Allie tłumaczy swojemu narzeczonemu, że musi załatwić ważne sprawy. Lon zgadza się na jej wyjazd.
W Seabrook Allie nareszcie spotyka Noaha i stara się podczas pobieżnej rozmowy wytłumaczyć mu, że chodzi jej tylko o zamknięcie tamtego rozdziału życia. Ta rozmowa nie kończy się jednak tak szybko, bo Allie czuje się przy Noahu znowu wolna i szczęśliwa. Liczne romantyczne wydarzenia powodują, że Allie spontanicznie przedłuża swój pobyt w Seabrook, gdzie mieszka nie w hotelu, lecz z Noahem. Uczucie powraca i po długich rozterkach decyduje się ona wybrać miłość swojego życia, Noaha. Gdy Allie słyszy historię przeczytaną przez Noaha, powracają wspomnienia i poznaje prawdę, że młoda dziewczyna z pamiętnika to ona sama.
Noah traci nadzieję, że będzie jeszcze kiedykolwiek w stanie odzyskać ukochaną, i dostaje w nocy zawału serca. W rocznicę ślubu odwiedza Allie w jej pokoju i rozmawia z nią. Kiedy kobieta wypowiada jego imię, on wie, że wspomnienia o nich na zawsze zostaną w jej pamięci.

## Obsada
- Ryan Gosling jako Noah Calhoun
- Rachel McAdams jako Allison „Allie” Hamilton
- James Garner jako starszy Noah Calhoun
- Gena Rowlands starsza Allison „Allie” Hamilton
- Joan Allen jako Anne Hamilton
- James Marsden jako Lon Hammond Jr.
- Jamie Brown jako Martha Shaw
- Sam Shepard jako Frank Calhoun
- David Thornton jako John Hamilton
- Kevin Conolly jako Fin
- Heather Wahlquist jako Sara Tuffington
- Ed Grady jako Harry

## Wyróżnienia
Gena Rowlands zdobyła Złotego Satelitę jako najlepsza aktorka drugoplanowa.
Ryan Gosling i Rachel McAdams zdobyli nagrodę MTV Movie Award za najlepszy filmowy pocałunek (Best Kiss). Rachel McAdams była nominowana do MTV Movie Award jako najlepsza aktorka.
Film zdobył nagrodę Teen Choice Award w wielu kategoriach. Aaron Zigman zdobył BMI Film Music Award.